# Catania Open
Il Catania Open è stato un torneo di tennis. Ha fatto parte del Grand Prix e giocato dal 1959 al 1972 a Catania in Italia su campi in terra rossa.

## Albo d'oro

### Singolare maschile
| Anno       | Vincitore          | Finalista          | Punteggio          |
| ---------- | ------------------ | ------------------ | ------------------ |
| 1959       | Nicola Pietrangeli | Giuseppe Merlo     | 6–4, 6–2, 6–0      |
| 1960- 1963 | Non disputato      | Non disputato      | Non disputato      |
| 1964       | Fred Stolle        | Bob Hewitt         | 6–3, 7–5, 2–6, 8–6 |
| 1965       | Martin Mulligan    | Edison Mandarino   | 6–2, 6–3, 6–1      |
| 1966       | Marty Riessen      | Ion Țiriac         | 6–4, 6–8, 6–2, 6–4 |
| 1967       | Martin Mulligan    | Nicola Pietrangeli | 6–3, 6–1, 6–2      |
| 1968       | Martin Mulligan    | Ion Țiriac         | 8–6, 6–4, 6–3      |
| 1969       | Graham Stilwell    | István Gulyás      | 6–4, 6–3, 4–6, 6–3 |
| 1970       | Ion Țiriac         | István Gulyás      | 6–3, 6–3, 6–3      |
| 1971       | Jan Kodeš          | Georges Goven      | 6–3, 6–0, 6–2      |
| 1972       | Paolo Bertolucci   | Martin Mulligan    | 6–4, 6–4, 7–6      |

### Doppio maschile
| Anno | Vincitori                        | Finalisti           | Punteggio     |
| ---- | -------------------------------- | ------------------- | ------------- |
| 1971 | Pierre Barthes François Jauffret | Jan Kodeš Jan Kukal | 6–4, 3–6, 6–3 |

### Singolare femminile
| Anno       | Campionessa            | Finalista                      | Punteggio     |
| ---------- | ---------------------- | ------------------------------ | ------------- |
| 1959       | Sandra Reynolds-Price  | Yola Ramírez                   | 6–4, 2–6, 6–3 |
| 1960- 1963 | Non disputato          | Non disputato                  | Non disputato |
| 1964       | Madonna Schacht        | Vlasta Kodesova-Vopickova      | 6–4, 6–3      |
| 1965       | Helga Niessen Masthoff | Madonna Schacht                | 6–1, 7–5      |
| 1966       | Helga Niessen Masthoff | Ulla Sandulf                   | 6–1, 6–1      |
| 1967       | Lesley Turner Bowrey   | Galina Bakšeeva                | 6–4, 6–4      |
| 1968       | Helen Gourlay-Cawley   | Judith Dibar-Gohn              | 6–3, 6–3      |
| 1969       | Anna-Maria Nasuelli    | Maria Eugenia Gúzman           | 6–1, 6–2      |
| 1970       | Christina Sandberg     | Pam Austin                     | 6–3, 6–0      |
| 1971       | Virginia Wade          | Gail Sherriff Chanfreau Lovera | 1–6, 7–6, 6–2 |
| 1972       | Evelyne Terras         | Rosalba Vido                   | 6–2, 6–1      |

### Doppio femminile
| Anno | Campionesse                                        | Finaliste                    | Punteggio |
| ---- | -------------------------------------------------- | ---------------------------- | --------- |
| 1971 | Gail Sherriff Chanfreau Lovera Helga Schultze-Hösl | Pam Teeguarden Virginia Wade | 6–4, 6–4  |